# 科尼馬區
科尼馬區（西班牙語：Distrito de Conima），是秘魯的一個區，位於該國東南部普諾大區的莫霍省，始建於1854年5月2日，面積72.95平方公里，海拔高度3,860米，2005年人口4,177，人口密度每平方公里57人。